# NGC 2135
NGC 2135 ist ein offener Sternhaufen im Sternbild Dorado in der Großen Magellanschen Wolke.
Das Objekt wurde am 23. November 1834 von John Herschel entdeckt.